# Cunningham (Kansas)
Cunningham – miasto w Stanach Zjednoczonych, w stanie Kansas, w hrabstwie Kingman.